# 大瓦若尼
大瓦若尼，是匈牙利维斯普雷姆州所辖的一个村，总面积76.29平方公里，总人口1759，人口密度23.1人/平方公里（2010年1月1日）。